# Montureux-lès-Baulay
Montureux-lès-Baulay è un comune francese di 174 abitanti situato nel dipartimento dell'Alta Saona nella regione della Borgogna-Franca Contea.

## Società

### Evoluzione demografica
Abitanti censiti